# 意会
意会，又称为“搞清意思”，是指搞清某种模糊情形之意思的能力或努力。更为准确地说，意会是指在高度复杂或不确定的情况下，为了做出决策，建立情境意识和达到理解的过程。